# Lleonard Llorens García
Lleonard Llorens García (1946, Palma, Mallorca) és un botànic mallorquí. Es doctorà en farmàcia a la Universitat de Barcelona el 1980 amb la tesi Introducción a la taxonomía numèrica del género Limonium de la isla de Mallorca. Ha estat professor de la Universitat de València entre 1971 i 1974, i des del 1976 és professor de la Universitat de les Illes Balears. Les seves investigacions s'han centrat en l'estudi de la flora, biogeografia i vegetació de les illes Balears, en especial del litoral de Mallorca i les Pitiüses. L'abreviatura L.Llorens s'empra en botànica per indicar a Lleonard Llorens com autoritat en la descripció i classificació científica dels vegetals.